# Durmstrang
Durmstrang je izmišljena čarovniška šola, omenjena v knjigah o Harryju Potterju. Opisana je podobno kot 700 let mlajša šola Bradavičarka. Šola Durmstrang naj bi se nahajala v Bolgariji. Na tej šoli naj bi se šolala tudi slavni igralec quiddicha Zmagoslaf Levy ter zlobni čarovnik Grindelwald. Leta 1994 je šola sodelovala v trišolskem turnirju skupaj z Bradavičarko in Beauxbatonsom. Takrat je bil njen ravnatelj Igor Karakoff.